# 平岡祐太
平岡祐太（1984年9月1日— ），出生於廣島縣廣島市，山口縣玖珂郡和木町出身。日本男演員，所屬經紀公司為Amuse。

## 略歷
- 2002年：獲得第15回「JUNON SUPER BOY」大賞
- 2003年：以『獅子老師（日语：ライオン先生）』一戲出道
- 2005年：以『搖擺女孩』獲得第28回「日本電影學院獎」新人獎
- 2006年：10月起一年間連續出演四部電視劇，其中『東京鐵塔：老媽和我，有時還有老爸』、『求婚大作戰』、『First Kiss』三部為月九
- 2009年4月：『醫界神手』電視劇初主演
- 2010年：『龍馬傳』大河劇初出演
- 2010年7月：首次擔任遊戲配音員『TRICK×LOGIC（日语：トリックロジック）』
- 2013年11月16日：於台灣九份舉行首次海外粉絲見面會[5]
- 2014年：『熱海戀歌』台灣電視劇初出演
- 2016年：『童裝小姐』晨間劇初出演

## 人物
- 身高：178公分
- 血型：O型
- 技藝：作曲、吉他、鋼琴、足球
- 興趣：電影欣賞、音樂欣賞、攝影
- 家中四名兄弟之長男，最年下的兩個弟弟是雙胞胎
- 13歲開始學習吉他，高中三年級時轉學到東京
- 戲路廣泛，與戶田惠梨香、榮倉奈奈多次共演

## 作品

### 電影
| 日期                            | 片名                                        | 角色        | 備註                           |
| ------------------------------- | ------------------------------------------- | ----------- | ------------------------------ |
| 2004/09/11 上映 2008/07/19 首播 | 搖擺女孩                                    | 中村拓雄    | 第28回「日本電影學院獎」新人獎 |
| 2004/10/30 上映 2005/04/08 上映 | 現在，很想見你                              | 秋穗佑司    | 角色年齡為18歲時               |
| 2005/09/03 上映 2005/11/04 上映 | NANA                                        | 遠藤章司    |                                |
| 2005/10/29 上映                 | A DAY BEYOND THE HORIZON                    | アキ        |                                |
| 2006/04/22 上映                 | Check It Out, Yo!                           | 玉城哲雄    |                                |
| 2006/06/10 上映 2010/12/10 上映 | 圈套劇場版2                                 | 青沼和彦    |                                |
| 2006/08/12 上映 2007/01/05 上映 | 東京朋友The Movie                           | 田中秀俊    |                                |
| 2006/11/03 上映                 | 7月24日大道的聖誕節                         | 王子様第5位 | 友情客串                       |
| 2007/01/20 上映 2007/06/01 上映 | 妹妹戀人                                    | 矢野立芳    |                                |
| 2007/01/27 上映                 | 幸福的餐桌                                  | 中原直      |                                |
| 2007/03/10 上映                 | Presents～海膽煎餅～                        | 高野悟      |                                |
| 2009/03/20 上映 2009/05/27 上映 | 芭蕾少女～舞吧!昴～                         | 浩平        |                                |
| 2009/06/13 上映 2011/02/20 首播 | 盛夏獵戶座                                  | 坪田誠      |                                |
| 2010/08/21 上映 2012/05/04 發行 | 青春恐怖箱                                  | 越前魔太郎  |                                |
| 2012/01/28 上映 2012/06/01 上映 | 幸福的麵包                                  | 山下時生    |                                |
| 2012/09/15 上映                 | 多彩人生                                    | 江田晴彦    |                                |
| 2013/10/12 上映                 | 壞孩子的天空：再會之時                      | 新志        | 主演                           |
| 2016/01/16 上映                 | 緣：出雲新娘                                | 中村和典    |                                |
| 2016/02/20 上映                 | 戀與音痴的方程式 （页面存档备份，存于）     | 小川和幸    |                                |
| 2016/11/25 上映                 | -L-                                         | 劇團青年    |                                |
| 2019/06/15 上映                 | 讓女性心情轉好的方法 （页面存档备份，存于） | 青柳誠司    |                                |

### 電視劇
| 首播日期                            | 播出頻道                  | 劇名                                                                        | 飾演                    | 備註           |
| ----------------------------------- | ------------------------- | --------------------------------------------------------------------------- | ----------------------- | -------------- |
| 2003/10/13                          | 讀賣電視台                | 獅子老師                                                                    | 織原健治                |                |
| 2004/10/05 2006/04/11               | 富士電視台 緯來日本台     | 菜鳥老師來報到                                                              | 高杉順平                |                |
| 2005/02/11                          | 富士電視台                | P&G潘婷Drama Special 無聲的青空                                             | 門脇孝司                |                |
| 2005/04/20                          | 富士電視台                | Division1 Stage12 正三角形的定義                                            | 柳明夫                  |                |
| 2005/08/19－20                      | 富士電視台                | 水男孩 2005夏                                                               | 名嘉尾悟                |                |
| 2005/10/17 2006/07/14               | 富士電視台 緯來日本台     | 危險傻大姊                                                                  | 中村拓未                |                |
| 2006/08/22 2012/08/30               | 富士電視台 緯來日本台     | 毛骨悚然撞鬼經驗2006年特別篇 不可思議的時間                                 | 白鳥大吾                |                |
| 2006/08/28                          | 毎日放送 TBS電視台        | Message～傳說的CM大師・杉山登志～                                           | 杉山傳命                |                |
| 2006/09/14                          | TBS電視台                 | 機動人偶                                                                    | 栗本洋輔                |                |
| 2006/10/14                          | 日本電視台                | 唯一的愛                                                                    | 大澤亞裕太              |                |
| 2007/01/08 2008/04/28               | 富士電視台 JET綜合台      | 東京鐵塔：我的母親父親                                                      | 鳴澤一                  | 月九           |
| 2007/03/20－21                      | 富士電視台                | 愛的流放地                                                                  | 谷脇高士                |                |
| 2007/04/16 2007/08/07               | 富士電視台 緯來日本台     | 求婚大作戰                                                                  | 榎戶幹雄                | 月九           |
| 2007/07/09 2008/06/02               | 富士電視台 緯來日本台     | First Kiss                                                                  | 結城秋生                | 月九           |
| 2008/01/17 2009/07/23               | TBS電視台 JET綜合台       | 最喜歡你!!柚子的育兒日記                                                    | 福原蓮                  |                |
| 2008/03/25 2008/08/26－27           | 富士電視台 緯來日本台     | 求婚大作戰SP                                                                | 榎戶幹雄                |                |
| 2008/03/29                          | 富士電視台                | 安部禮司1                                                                   | 酒保                    |                |
| 2008/05/16                          | 富士電視台                | 奇跡的動物園2008〜旭山動物園物語〜                                          | 喜多嶋拓                |                |
| 2008/07/01 2009/04/23               | 日本電視台 緯來日本台     | 怪獸家長                                                                    | 望月道夫                |                |
| 2008/09/23                          | 富士電視台                | 世界奇妙物語2008年秋季特別篇 引領長龍的刑警                                 | 鈴木正繼                |                |
| 2008/10/11                          | 富士電視台                | 安部禮司2                                                                   | 酒保                    |                |
| 2008/11/01                          | 日本電視台                | 衝浪餐廳                                                                    | たかあき                |                |
| 2009/01/05                          | 富士電視台                | 惡魔的手毬歌                                                                | 青池歌名雄              |                |
| 2009/01/21 2009/07/22               | 日本電視台 緯來日本台     | 破案天才奇娜                                                                | 山崎尊                  |                |
| 2009/04/11 2013/11/18               | TBS電視台 緯來日本台      | 天生妙手                                                                    | 真東輝                  | 初主演         |
| 2009/09/23                          | 日本電視台                | 工作狂媽媽！                                                                | 村西純                  |                |
| 2009/12/20                          | WOWOW                     | 一應的推定 （页面存档备份，存于）                                           | 竹内善之                |                |
| 2010/01/09                          | NHK                       | 綻放的花                                                                    | 深堂由良                |                |
| 2010/01/03 2010/11/12               | NHK 緯來日本台            | 龍馬傳                                                                      | 陸奧陽之助              | 大河劇初演     |
| 2011/01/07 2012/10/03               | TBS電視台 緯來日本台      | LADY                                                                        | 新堀圭祐                |                |
| 2011/01/17                          | TBS電視台                 | 週一黃金劇 內部調查官・水平直的報告書                                       | 濱田貴司                |                |
| 2011/10/17 2012/08/01               | 富士電視台 緯來日本台     | 我無法戀愛的理由                                                            | 山本正                  | 月九           |
| 2012/03/17                          | 朝日電視台                | 濃姬                                                                        | 織田信行                |                |
| 2012/04/21                          | 富士電視台                | 未來日記-ANOTHER:WORLD-                                                     | 奧田陽介                |                |
| 2012/05/06、06/17 2012/08/06、08/17 | TBS電視台 緯來日本台      | 自閉天才ATARU                                                               | 公原卓郎                | 第4集、第10集  |
| 2012/08/23 2013/11/18               | 富士電視台 公視3台        | 東野圭吾推理劇場 白色兇器                                                   | 森田壽                  |                |
| 2012/09/22                          | 朝日電視台                | 澪之料理帖 第1部                                                            | 永田源齊                |                |
| 2012/09/30                          | NHK BS Premium            | 成為新娘的日子〜鳥羽・答志島Paradise〜                                      | 鳴海久志                |                |
| 2012/10/01                          | 東映CHANNEL               | 特捜最前線2012                                                              | 友鷹耀介                |                |
| 2012/10/14 2014/09/02               | 富士電視台 緯來日本台     | TOKYO機場～東京機場管制保安部～                                             | 本上圭介                |                |
| 2012/12/02                          | 東映CHANNEL               | 特捜最前線×プレイガール2012                                                 | 友鷹耀介                |                |
| 2013/01/02 2014/07/06               | 富士電視台 八大綜合台     | GTO正月SP                                                                   | 真田和幸                |                |
| 2013/01/26                          | 富士電視台                | 殺人草莓夜 After The Invisible Rain                                         | 辻内眞人                |                |
| 2013/02/02－03                      | 朝日電視台                | 最遠的銀河                                                                  | 渡良一                  |                |
| 2013/04/12                          | 東京電視台                | 吸血鬼天堂                                                                  | 隼人                    |                |
| 2013/05/18 2017/02/18               | 朝日電視台 WakuWaku Japan | Specialist 1                                                                | 堀川耕平                |                |
| 2013/06/23                          | 朝日電視台                | 濃姫2～戰國的女人們                                                         | 織田信行                |                |
| 2013/09/19                          | NHK                       | 八百屋於七異聞                                                              | 勘蔵                    |                |
| 2013/10/13 2013/10/19               | TBS電視台 緯來日本台      | A.I.人工智慧男友                                                            | 角城元                  |                |
| 2014/03/07 2015/10/03               | 三立台灣台 BS12 TwellV    | 熱海戀歌                                                                    | 白原正彰 （唏哩嘩啦桑） |                |
| 2014/03/08 2017/02/19               | 朝日電視台 WakuWaku Japan | Specialist 2                                                                | 堀川耕平                |                |
| 2014/06/11、06/18 2014/08/29、09/09 | 日本電視台 緯來日本台     | 花咲舞無法沉默                                                              | 伊丹清一郎              | 第9集、第10集  |
| 2014/06/08                          | 朝日電視台                | 澪之料理帖 第2部                                                            | 永田源齊                |                |
| 2014/07/04                          | TBS電視台                 | 家族狩獵                                                                    | 椎村榮作                |                |
| 2014/09/02                          | NHK BS Premium            | 時間螺旋                                                                    | 結城健太郎              |                |
| 2014/10/16－12/18 2015/01/15－19    | 富士電視台 緯來日本台     | 我妹是惡魔                                                                  | 吉村達也                | 第1集－第3集   |
| 2014/12/24                          | TBS電視台                 | MATCHING LOVE                                                               | 岩澤隆太郎              |                |
| 2015/02/28 2017/02/25               | 朝日電視台 WakuWaku Japan | Specialist 3                                                                | 堀川耕平                |                |
| 2015/06/11                          | TBS電視台                 | 脫黑～不再當黑社會～                                                        | 丸橋                    | 第9集          |
| 2015/10/10                          | 富士電視台                | Teddy Go!                                                                   | 冬野唯志                |                |
| 2015/12/12 2017/02/26               | 朝日電視台 WakuWaku Japan | Specialist 4                                                                | 堀川耕平                |                |
| 2016/06/02                          | 富士電視台                | 早子老師，要結婚是真的嗎？                                                  | 香川優介                | 第7集          |
| 2016/01/14 2017/03/01               | 朝日電視台 WakuWaku Japan | Specialist                                                                  | 堀川耕平                |                |
| 2016/10/03 2017/04/24               | NHK 緯來日本台            | 別嬪小姐                                                                    | 村田昭一                | 晨間劇初演     |
| 2017/01/18 2017/01/21               | 日本電視台 緯來日本台     | 東京白日夢女                                                                | 鮫島涼                  |                |
| 2017/04/29                          | NHK BS Premium            | 別嬪小姐 特別篇～戀愛中的百貨公司                                           | 村田昭一                |                |
| 2017/07/05                          | 東京電視台                | 檢證搜查 （页面存档备份，存于）                                             | 皆川慶一郎              |                |
| 2017/10/30                          | TBS電視台                 | 新・淺見光彥系列 漂泊的樂人 越後〜沼津・哀傷的殺人者 （页面存档备份，存于） | 淺見光彥                | 主演           |
| 2018/01/26                          | 朝日電視台                | HOLIDAY LOVE                                                                | 春田龍馬                |                |
| 2018/02/16                          | 東京電視台                | 確保之女                                                                    | 北原祐介                | 第5集          |
| 2018/02/17                          | NHK BS Premium            | 荒神                                                                        | 榊田宗栄                |                |
| 2018/02/26                          | TBS電視台                 | 新・淺見光彥系列 後鳥羽傳説殺人事件 （页面存档备份，存于）                  | 淺見光彥                | 主演           |
| 2018/05/21                          | TBS電視台                 | 新・淺見光彥系列 平家傳說殺人事件 （页面存档备份，存于）                    | 淺見光彥                | 主演           |
| 2018/07/02                          | 東京電視台                | 松本清張特別企畫 犯罪的回送 （页面存档备份，存于）                          | 岡本和也                |                |
| 2018/07/20                          | 東京電視台                | 警視廳零系～生活安全科萬能諮詢室～ 第三季                                   | 金田一修                |                |
| 2018/07/30                          | 毎日放送 TBS電視台        | 真的要去航海～Second Season～                                               | 神崎拓也                |                |
| 2018/12/17                          | TBS電視台                 | 新・淺見光彥系列 浮華之下 （页面存档备份，存于）                            | 淺見光彥                | 主演           |
| 2019/01/07                          | TBS電視台                 | 新・淺見光彥系列 天城峠殺人事件 （页面存档备份，存于）                      | 淺見光彥                | 主演           |
| 2019/01/21                          | 東京電視台                | 銀行佳人                                                                    | 神谷隆彥                |                |
| 2019/03/16                          | 日本電視台                | 讓女性心情轉好的方法 （页面存档备份，存于）                                 | 青柳誠司                |                |
| 2019/05/30、06/06                   | 朝日電視台                | 科搜研之女 第19季                                                           | 熊谷馨                  | 第7集、第8集   |
| 2019/06/14、06/21 2019/06/22、06/29 | TBS電視台 緯來日本台      | 破案神手                                                                    | 棚橋弘樹                | 第10集、第11集 |
| 2019/08/04                          | NHK BS Premium            | 天才保姆．阿銀！                                                            | 牧村稔                  | 第6集          |
| 2020/01/19                          | 朝日放送電視台            | 這個男人是我人生最大的錯誤                                                  | 藍田航之郎              |                |
| 2020/02/22                          | NHK BS Premium            | 初恋                                                                        | 庵野迦葉                |                |
| 2020/04/24                          | 東京電視台                | 機搜235                                                                     | 高丸卓也                | 主演           |
| 2020/10/07                          | 日本電視台                | 東京白日夢女2020                                                            | 鮫島涼                  |                |
| 2020/10/12                          | TOKYO MX                  | 單戀美食家日記                                                              | 八角直哉                | 主演           |
| 2021/05/15 - 05/29                  | 富士電視台                | 最棒的歐巴桑中島春子                                                        | 澤田健介                | 第6集 - 最終集 |
| 2021/10/15                          | 東京電視台                | 螺旋的迷宮-遺傳因子搜查-                                                    | 弓塚明紀                | 第1集          |
| 2022/05/23                          | TOKYO MX                  | 單戀美食家日記 第二季                                                       | 八角直哉                | 主演           |
| 2022/07/08                          | 東京電視台                | 復讐的未亡人                                                                | 鈴木優吾                |                |
| 2023/01/13                          | WOWOW                     | 異世界居酒屋「阿信」 第三季~皇帝與歐伊利亞公主編~                           | 康拉德五世              |                |
| 2024/04/03                          | 朝日電視台                | 特搜9 season7                                                               | 佐野兼一                | 第1集          |
| 2024/10/12                          | 日本電視台                | 放課後的病歷表                                                              | 藤岡雅史                |                |

### 網路劇
- タケル 新人捜査官ファイル（2009年1月21日－2009年3月18日、日本電視台）：主演・山崎尊[10]
- Oh! my PROPOSE（2010年6月26日－9月30日）：島田優作
- 他是妹妹的戀人（日语：彼は、妹の恋人）（2011年12月25日－2012年3月11日，BeeTV）：伊藤亮介
- 進撃的巨人 ATTACK ON TITAN 反撃的狼煙（2015年8月15日，dTV）：伊祖魯[11]
- 不能犯 第3話、第4話（2018年1月5日、12日配信，dTV／2018年1月30日、2月6日放送，關西電視台）：安藤貴哉

### 舞台劇
- 相對的浮世繪 （页面存档备份，存于）（2010年3月18日－4月11日）：岬達朗
- 寂寞的並不只有你（日语：淋しいのはお前だけじゃない#舞台）（2011年6月17日－7月9日）：由良市太郎
- 天守物語（日语：天守物語#舞台（2011年））（2011年11月5日－20日）：姫川圖書之助
- 朗讀劇『LOVE LETTERS』（日语：LOVE LETTERS）（2012年3月8日）：安迪
- 現代能楽集Ⅷ『道玄坂綺譚』 （页面存档备份，存于）（2015年11月8日－21日）：キイチ／深草貴一郎（一人分飾兩角）

### 廣播劇
- 『DOCOMO〜SHE SAW MAIL〜』（日语：DOCOMO シーソーメール〜SHE SAW MAIL〜）Season 7（2011年2月6日－27日，FM東京）：松原蓮

### 遊戲配音
- TRICK×LOGIC Season 1（日语：トリックロジック シーズン1）（2010年7月22日發售）：芳川樹
- TRICK×LOGIC Season 2（日语：トリックロジック シーズン2）（2010年9月16日發售）：芳川樹
- 春逝百年抄（2022年5月12日发售）：四十间永司

### 綜藝節目
- 我們的下課後娛樂『Nice Shoot!』（日语：僕らの放課後バラエティ『ナイッシュー!』）（2005年12月26日－2006年5月1日配信，GyaO（日语：GyaO））
- 夢丘residence（2007年4月4日－2008年2月26日，MUSIC ON! TV（日语：MUSIC ON! TV））：星期三主持人

### 雜誌
- PHaT PHOTO「ひらおかんさつ日記」（2006年10月20日発売号より連載）
- 月刊ZATOO「平岡祐太『ON THE REAL WORLD』」（2009年 VOL.1 創刊号）

### 廣告
- 必勝客（2004年7月10日－）
- 寶礦力水得 - 與綾瀨遙共演
  - 「走る春」篇（2005年3月5日－）
  - 「見上げる夏」篇（2005年6月18日－）
  - 「メモと昇降口」篇（2005年12月2日－）
- 小學館「Telepal f」（2005年9月25日－）
- 瑞穗銀行「みずほマイレージクラブ」新鮮人篇・店頭海報（2006年2月20日－）
- 富維克（2006年12月21日－）
- 英會話AEON（2007年1月－）
- NTT Communications（2009年6月20日－）
  - 「コムくん登場篇（あんしんナンバー）」（2009年6月20日－）
  - 「香りを届けること篇（香り通信）」（2009年8月29日－）
  - 「外出しなくちゃ篇（OCNモバイル）」（2009年9月24日－）
  - 「見守る篇（ＯＣＮキッズケア）」（2009年12月12日－）
  - 「ペットに○○篇（ワンにゃんバー）」（2010年2月11日－）
- P&G「ボールド」[12]
  - ときめき・お洗濯 巴士篇（2009年7月15日－2010年1月31日）：與大塚寧寧共演
  - ときめき・お洗濯 公園篇（2010年3月10日－）：與相田翔子共演
- 三得利「インテリゲン」インテリゲンの唄（2010年7月6日－）：與大江裕（日语：大江裕）共演
- チヨダ（日语：チヨダ）「HYDRO-TECH BLACK COLLECTION」商品代言（2012年3月22日－）[13]
- SMIRNOFF（2012年5月7日－）[14]
  - 「平岡祐太 音楽とSMIRNOFF TIME」（2012年5月7日－）
  - 「好きな音楽と酔う」篇（2013年4月19日－）
- 花王「トイレマジックリン 消臭・洗浄スプレーAROMA」（2013年9月12日－）：與平田薰（日语：平田薫_(タレント)）共演
- 花王「リセッシュリセッシュ・除菌EXデオドラントパワー」（2014年2月－4月）
- 三洋食品「サッポロ一番 塩とんこつラーメン」塩顔イケメン篇（2015年1月23日－）
- KUZUHA MALL（日语：くずはモール）「10周年感謝祭」（2015年3月16日－）[15]
- GISELe HOMMe 品牌代言（2015年3月28日－）
- 雪印メグミルク 「重ねドルチェ」大人女子の贅沢なひと時プレゼントキャンペーン[16]

應募期間：2017年4月1日－5月31日
活動日期：2017年6月25日
- ニチバン（日语：ニチバン）「平岡祐太のロイヒ博士モザイクポスター もらえる!キャンペーン」[17]

應募期間：2017年2月15日－3月31日
活動期間：東京・新宿駅（2017年4月10日－16日）／大阪・藤井寺駅（2017年4月14日－20日）
- 日本汽車工業協會「ながら運転防止啓発動画」（2017年7月7日－10月26日）
- 「午後紅茶×Pocky」合作企劃第4彈（2018年2月20日－）[18]

〜スマートフォン限定スペシャル動画〜 平岡祐太さんと、ハワイデートが楽しめる！360°ムービー

### 旁白
- Messi TV（2011年3月16日－2011年4月13日，WOWOW）
- 岩合光昭的貓步走世界「蘇連多和卡布里島」（2012年8月8日，NHK BS Premium）
- 岩合光昭的貓步走世界「總集篇～地中海的貓～」（2013年1月5日，NHK BS Premium）

### 活動
- MERRY X'MAS PARTY（2005年12月23日，新宿KOMA劇場）
- AMUSE PRESENTS「バラエティショー2006～真冬のどんちゃん騒ぎ～」（2006年12月28日，天王洲銀河劇場）

### PV
- Mr.Children「未來」（2005年）
- Ms.OOJA「30」（2013年）[19][20]

### 其他
- Nexon「わたしの浮島自慢コンテスト」特別審査員（2012年12月26日－2013年1月14日）[21]
- The Rolling Stones「平岡祐太２０１３コラボTシャツ」聯名設計T恤（2013年5月13日－）[22]
- LACOSTE「LACOSTE BEAUTIFUL AWARDS featuring LESLIE KEE」ACTOR AWARD（2014年）[23][24]
- 一般社團法人山口縣觀光連盟 おいでませ山口へ 觀光手冊特集「平岡祐太と巡る維新の舞台」（2017年8月發行）
- NHK「⇒２０２０ レスリー・キーがつなぐポートレートメッセージ」 （页面存档备份，存于）（2017年10月27日）

## 外部連結
- YUTA HIRAOKA OFFICIAL WEBSITE
- 平岡祐太 STAFF的X（前Twitter）
- Yuta Hiraoka的Instagram帳戶
- Amuse官網個人介紹 （页面存档备份，存于）